# روژه پیر
روژه پیر (فرانسوی: Roger Pierre‎؛ ۳۰ اوت ۱۹۲۳ – ۲۳ ژانویهٔ ۲۰۱۰) یک هنرپیشه اهل فرانسه بود.